# Бі Шенфен
Бі Шенфен (кит.: 毕胜峰; нар. 28 січня 1989, Лайу (нині у складі міста Цзінань), провінція Шаньдун) — китайський борець вільного стилю, бронзовий призер чемпіонату Азії, учасник Олімпійських ігор.

## Життєпис
Боротьбою почав займатися з 2003 року.
Виступає за борцівський клуб провінції Шаньдун. Тренер — Вей Цзін Фен.

## Спортивні результати на міжнародних змаганнях

### Виступи на Олімпіадах
| Змагання                    | Збірна | Вагова категорія          | Місце |
| --------------------------- | ------ | ------------------------- | ----- |
| Літні Олімпійські ігри 2016 | Китай  | вільна боротьба, до 86 кг | 19    |

### Виступи на Чемпіонатах світу
| Змагання                        | Збірна | Вагова категорія          | Місце |
| ------------------------------- | ------ | ------------------------- | ----- |
| Чемпіонат світу з боротьби 2009 | КНР    | вільна боротьба, до 74 кг | 9     |
| Чемпіонат світу з боротьби 2014 | КНР    | вільна боротьба, до 86 кг | 16    |
| Чемпіонат світу з боротьби 2015 | КНР    | вільна боротьба, до 86 кг | 24    |

### Виступи на Чемпіонатах Азії
| Змагання                       | Збірна | Вагова категорія          | Місце  |
| ------------------------------ | ------ | ------------------------- | ------ |
| Чемпіонат Азії з боротьби 2015 | КНР    | вільна боротьба, до 86 кг | 7      |
| Чемпіонат Азії з боротьби 2018 | КНР    | вільна боротьба, до 86 кг | Бронза |

### Виступи на Азійських іграх
| Змагання           | Збірна | Вагова категорія          | Місце |
| ------------------ | ------ | ------------------------- | ----- |
| Азійські ігри 2018 | КНР    | вільна боротьба, до 86 кг | 10    |

### Виступи на інших змаганнях
| Змагання                                                      | Збірна | Вагова категорія          | Місце  |
| ------------------------------------------------------------- | ------ | ------------------------- | ------ |
| Олімпійський кваліфікаційний турнір з боротьби 2016 (Астана)  | КНР    | вільна боротьба, до 86 кг | 8      |
| Олімпійський кваліфікаційний турнір з боротьби 2016 (Стамбул) | КНР    | вільна боротьба, до 86 кг | Золото |
| Турнір Г. Картозія і В. Балавадзе 2018                        | КНР    | вільна боротьба, до 86 кг | 10     |
| Відкритий чемпіонат Польщі з вільної боротьби 2018            | КНР    | вільна боротьба, до 86 кг | 11     |
| Турнір Олександра Медведя 2018                                | КНР    | вільна боротьба, до 86 кг | 15     |